# Ruigpootvampier
De ruigpootvampier (Diphylla ecaudata)  is een zoogdier uit de familie van de bladneusvleermuizen van de Nieuwe Wereld (Phyllostomidae). De wetenschappelijke naam van de soort werd voor het eerst geldig gepubliceerd door Spix in 1823. Het is een van de drie soorten vampiervleermuizen. De gewone vampier en witvleugelvampier zijn de andere twee soorten.

## Leefwijze
De ruigpootvampier voedt zich uitsluitend met bloed van zoogdieren en vogels; hun lichaam is echter vooral geschikt voor vogelbloed, dat vetter is. Met de vlijmscherpe hoektanden bijten ze een stukje huid weg, waarna ze het bloed oplikken. Uit onderzoek op uitwerpselen blijkt dat ze ook bij mensen bloed durven zuigen. Ze worden hiertoe mogelijk gedwongen door het wegvallen van hun favoriete prooien in hun leefgebied, door toedoen van de mensen. De hoeveelheden bloed die een vampier zuigt, zijn bij mensen gering en dus niet gevaarlijk. De vleermuizen kunnen zo echter wel ziektes overdragen.